# Zubní implantát

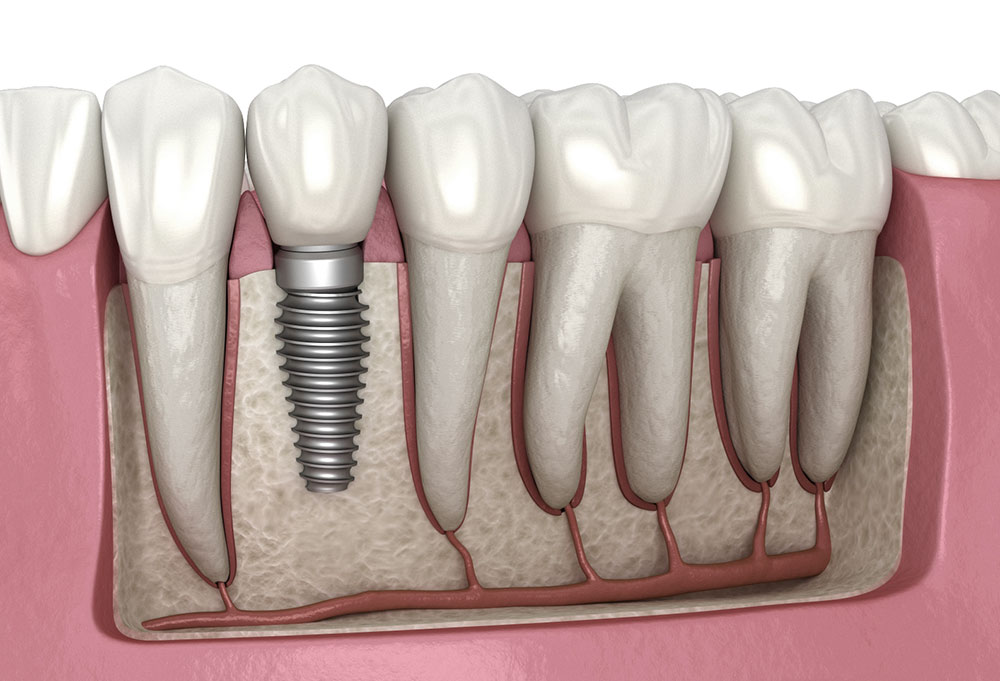
Zubní implantát, třírozměrná ilustrace

Zubní implantát je chirurgická součástka, která se napojuje na kost čelisti nebo lebky, aby nesla zubní náhradu jako je korunka, můstek, zubní protéza nebo obličejová protéza, nebo aby sloužila jako ortodontická kotva. Základem moderních zubních implantátů je biologický proces zvaný vhojení do kosti (oseointegrace), při kterém materiály jako titan nebo zirkonia vytvářejí těsnou vazbu s kostí. Nejprve se implantát umístí tak, aby se dobře vhojil do kosti, a poté se nasadí zubní náhrada. Než se k implantátu připevní zubní náhrada (zubní korunka, můstek nebo zubní protéza) nebo se umístí pilíř (abutment), který bude držet zubní náhradu/korunku, je zapotřebí různě dlouhá doba hojení, aby došlo k vhojení.
Úspěch nebo neúspěch implantace závisí na zdravotním stavu osoby, která je léčena, na lécích, které ovlivňují šanci na vhojení, a na stavu tkání v ústech. Posuzuje se také míra zatížení, která bude na implantát a fixací působit při běžné činnosti. Plánování polohy a počtu implantátů je klíčové pro dlouhodobé zdraví protézy, protože biomechanické síly vznikající při žvýkání mohou být značné. Poloha implantátů se určuje podle polohy a úhlu sousedních zubů, pomocí laboratorních simulací nebo pomocí výpočetní tomografie se simulacemi CAD/CAM a chirurgických pomůcek zvaných stenty. Předpokladem dlouhodobého úspěchu vhojení zubních implantátů je zdravá kost a dáseň. Protože obojí může po extrakci zubu atrofovat, jsou někdy nutné předprotetické zákroky, jako jsou sinus lift nebo dásňové štěpy, aby se znovu vytvořila ideální kost a dáseň.
Konečná zubní náhrada může být buď fixní, kdy člověk nemůže zubní náhradu nebo zuby vyjmout z úst, nebo snímatelná, kdy lze náhradu vyjmout. V každém případě je k upevňovacímu prvku implantátu připojen pilíř (abutment). V případě fixní protézy se korunka, můstek nebo zubní náhrada připevní k pilíři buď pomocí (samořezných) vrutů nebo pomocí zubního cementu. Pokud je protéza snímatelná, je do protézy umístěn odpovídající nástavec, aby bylo možné obě části upevnit dohromady.
Rizika a komplikace spojené s léčbou pomocí implantátů se dělí na ty, které se objevují během zákroku (např. nadměrné krvácení nebo poranění nervů), na ty, které se objevují během prvních šesti měsíců (např. infekce a selhání vhojení), a na ty, které se objevují za dlouhou dobu (např. periimplantitida a mechanické poruchy). V přítomnosti zdravých tkání může mít dobře integrovaný implantát s vhodnou biomechanickou zátěží 5letou pozitivní míru přežití 93 až 98 % a 10-15letou životnost zubní protézy. Dlouhodobé studie ukazují 16-20letou úspěšnost (implantáty přežívají bez komplikací nebo revizí) mezi 52 a 76 %, přičemž komplikace se vyskytují až ve 48 % případů.

## Lékařské využití
Zubní implantáty se primárně používají jako podpěra zubních náhrad (tj. umělých zubů). Moderní zubní implantáty využívají vhojení (oseointegraci), biologický proces, při kterém kost pevně přilne k povrchu specifických materiálů, jako je titan a některé keramické materiály. Integrace implantátu a kosti může udržet fyzickou zátěž po desítky let bez selhání.
Zubní implantáty se používají stále častěji, např. ve Spojených státech amerických jejich počet vzrostl z 0,7 % pacientů, kterým chyběl alespoň jeden zub (1999-2000), na 5,7 % (2015-2016) a předpokládá se, že v roce 2026 dosáhne 26 %. Implantáty se používají k náhradě chybějících jednotlivých zubů (náhrada jednoho zubu), náhradě více zubů nebo k obnově bezzubých zubních oblouků (fixní můstek na implantátu, implantátem držená protéza). Je třeba zdůraznit, že existují i alternativní způsoby léčby ztráty zubů.
Dentální implantáty se používají také v ortodoncii k zajištění kotvení (ortodontické miniimplantáty).
Rozvíjející se oblastí je použití implantátů k upevnění obturátorů (snímatelné protézy používané k vyplnění prostoru mezi ústní a čelistní nebo nosní dutinou). Obličejové protézy používané ke korekci deformit obličeje (např. v důsledku léčby rakoviny nebo úrazů) mohou využívat připojení k implantátům umístěným v obličejových kostech. V závislosti na situaci může být implantát použit k upevnění pevné nebo snímatelné protézy, která nahrazuje část obličeje.

### Náhrada jednoho zubu implantátem
Jednotlivé zubní náhrady jsou samostatné volně stojící jednotky, které nejsou spojeny s jinými zuby nebo implantáty a slouží k náhradě chybějících jednotlivých zubů. Při náhradě jednotlivých zubů se nejprve upevní piliř k implantátu pomocí abutmentového vrutu. Korunka (zubní náhrada) je pak k pilíři připojena pomocí zubního cementu, malého vrutu nebo je s pilířem spojena jako jeden kus během zhotovení. Stejným způsobem lze zubní implantáty stejným způsobem použít k uchování zubní náhrady s více zuby buď ve formě pevného můstku nebo snímatelné zubní protézy.
Existují jen omezené důkazy o tom, že jednotlivé korunky nesené implantáty mají dlouhodobě lepší výsledky než pevné částečné zubní náhrady (FPD). Nicméně s ohledem na příznivý poměr nákladů a přínosů a vysokou míru přežití implantátů je zubní implantace strategií první volby pro náhradu jednoho zubu. Implantáty zachovávají integritu zubů přilehlých k bezzubé oblasti a bylo prokázáno, že léčba pomocí zubních implantátů je při náhradě jednoho chybějícího zubu méně nákladná a časově efektivnější než FPD s podporou zubů. Hlavní nevýhodou zubních implantátů je nutnost chirurgického zákroku.

### Fixní můstek s implantátem nebo můstek s implantátem
Můstek podepřený implantátem (nebo fixní zubní náhrada) je skupina zubů upevněných na zubních implantátech, takže uživatel nemůže protézu sundat. Jsou podobné běžným můstkům s tím rozdílem, že protéza je podepřena a upevněna jedním nebo více implantáty namísto přirozených zubů. Můstky se obvykle připojují k více než jednomu implantátu a mohou se také připojovat k zubům jako kotevní body. Obvykle počet zubů převyšuje počet kotevních bodů, přičemž zuby, které jsou přímo nad implantáty, se označují jako pilíře a zuby mezi pilíři se označují jako mezičleny. Můstky podporované implantáty se připevňují k pilířům stejným způsobem jako náhrada jednoho zubu implantátem. Fixní můstek může nahradit i pouhé dva zuby (známý také jako fixní částečná zubní náhrada) a může se rozšířit a nahradit celý zubní oblouk (známý také jako fixní úplná zubní náhrada). V obou případech se o protéze říká, že je fixní, protože ji nositel nemůže sundat.

### Implantátem držená protéza
Snímatelná zubní protéza s implantáty (také implantáty podporovaná protéza) je odnímatelná náhrada, která nahrazuje zuby pomocí implantátů ke zlepšení podpory, retence a stability. Nejčastěji se jedná o kompletní zubní náhrady (na rozdíl od částečných), které se používají k obnově bezzubých zubních oblouků. Zubní náhradu lze odpojit od implantátových opor tlakem prstu nositele.

### Ortodontické miniimplantáty (TAD)
Dentální implantáty se používají u ortodontických pacientů jako náhrada chybějících zubů (jak je uvedeno výše) nebo jako dočasné kotevní zařízení (TAD), které usnadňuje ortodontický pohyb tím, že poskytuje další kotevní bod. Aby se zuby mohly pohybovat, musí na ně působit síla ve směru požadovaného pohybu. Síla stimuluje buňky v parodontálním vazivu k remodelaci kosti, která odebírá kost ve směru pohybu zubu a přidává ji do vzniklého prostoru. K vytvoření síly na zub je zapotřebí kotevní bod (něco, co se nepohne). Protože implantáty nemají periodontální vaz a při působení tahu nedojde ke stimulaci remodelace kosti, jsou ideálním kotevním bodem v ortodoncii. Implantáty určené pro ortodontický pohyb jsou obvykle malé a plně se neosseointegrují, což umožňuje jejich snadné odstranění po léčbě. Jsou indikovány při potřebě zkrátit dobu léčby nebo jako alternativa k extraorálnímu ukotvení. Miniimplantáty se často umisťují mezi kořeny zubů, ale mohou být umístěny i na patře úst. Jsou pak připojeny k fixnímu aparátu, který pomáhá pohybovat zuby.

### Implantáty malého průměru (miniimplantáty)
Zavedení implantátů malého průměru poskytlo zubním lékařům možnost poskytnout bezzubým a částečně bezzubým pacientům okamžitě funkční přechodné náhrady, zatímco se zhotovují definitivní náhrady. Bylo provedeno mnoho klinických studií o úspěšnosti dlouhodobého používání těchto implantátů. Na základě výsledků mnoha studií vykazují malé zubní implantáty vynikající míru přežití v krátkodobém až střednědobém horizontu (3-5 let). Na základě dostupných poznatků se zdají být rozumnou alternativní léčebnou metodou k udržení dolní čelisti kompletními náhradami.

## Složení
Typický konvenční implantát se skládá z titanového šroubu (připomínajícího kořen zubu) se zdrsněným nebo hladkým povrchem.Většina zubních implantátů je vyrobena z komerčně čistého titanu, který je k dispozici ve čtyřech stupních podle množství obsaženého uhlíku, dusíku, kyslíku a železa. Nejčastěji se pro výrobu implantátů používá za studena tvrzený titan CP4 (maximální limity nečistot N ,05 %, C ,10 %, H ,015 %, Fe ,50 % a O ,40 %).  Titan třídy 5, Titanium 6AL-4V (označující slitinu titanu obsahující 6 procent hliníku a 4 procenta slitiny vanadu) je o něco tvrdší než CP4 a v průmyslu se používá především pro abutmentové šrouby a pilíře. Většina moderních zubních implantátů má také texturovaný povrch (leptáním, anodickou oxidací nebo tryskáním různými médii), aby se zvýšila plocha povrchu a šance na vhojení implantátu. Pokud titan nebo slitina titanu obsahuje více než 85 % titanu, vytvoří titan-biokompatibilní povrchovou vrstvu oxidu titaničitého nebo fazetku, která obklopuje ostatní kovy a zabraňuje jejich kontaktu s kostí.
Keramické implantáty (na bázi oxidu zirkoničitého ) existují v jednodílných (kombinující šroub a pilíř) nebo dvoudílných systémech - pilíř je buď cementovaný, nebo šroubovaný - a mohly by snížit riziko vzniku periimplantátových onemocnění, ale chybí dlouhodobé údaje o míře úspěšnosti.

## Technika

### Plánování

#### Všeobecné úvahy
Plánování zubních implantátů se zaměřuje na celkový zdravotní stav pacienta, lokální zdravotní stav sliznice a čelistí a tvar, velikost a postavení kostí čelistí, sousedních a protilehlých zubů. Existuje jen málo zdravotních předpokladů, které absolutně vylučují zavedení implantátů, ačkoli existují určité stavy, které mohou zvyšovat riziko selhání. Osoby se špatnou ústní hygienou, silní kuřáci a diabetici jsou více ohroženi variantou onemocnění dásní, která postihuje implantáty a nazývá se periimplantitida, která zvyšuje pravděpodobnost dlouhodobého selhání. Dlouhodobé užívání steroidů, osteoporóza a další onemocnění, která ovlivňují kosti, mohou zvýšit riziko předčasného selhání implantátů.:s.199
Bylo naznačeno, že radioterapie může negativně ovlivnit přežití implantátů. Nicméně systémová studie z roku 2016 dospěla k závěru, že zubní implantáty instalované v ozářené oblasti dutiny ústní mohou mít vysokou míru přežití za předpokladu, že pacient dodržuje opatření ústní hygieny a pravidelné kontroly, aby se zabránilo komplikacím.

#### Biomechanické úvahy
Dlouhodobý úspěch implantátů je částečně dán silami, které musí unést. Jelikož implantáty nemají parodontální vaz, není při kousání cítit tlak, takže vytvářené síly jsou vyšší. Aby se to vyrovnalo, musí umístění implantátů rovnoměrně rozložit síly na celou protézu, kterou podporují.:s.15-39 Koncentrované síly mohou vést ke zlomenině můstku, komponent implantátu nebo ke ztrátě kosti přiléhající k implantátu. Konečné umístění implantátů vychází jak z biologických (typ kosti, vitální struktury, zdraví), tak z mechanických faktorů. Implantáty umístěné do silnější a pevnější kosti, jaká se nachází v přední části dolní čelisti, mají nižší míru selhání než implantáty umístěné do kosti s nižší hustotou, například do zadní části horní čelisti. Lidé, kteří skřípou zuby, také zvyšují sílu působící na implantáty a zvyšují pravděpodobnost jejich selhání.:s.201-208
Konstrukce implantátů musí počítat s celoživotním používáním v ústech člověka. Regulační orgány a průmysl zubních implantátů vytvořily řadu testů ke stanovení dlouhodobé mechanické spolehlivosti implantátů v ústech člověka, kdy je implantát opakovaně zasahován rostoucími silami (podobnými velikosti jako při kousání), dokud neselže.
Pokud je potřeba přesnější plán nad rámec klinického úsudku, zhotoví zubní lékař před operací akrylové vodítko (tzv. stent), které slouží jako vodítko pro optimální umístění implantátu.  Stále častěji se zubní lékaři rozhodují pro výpočetní tomografii čelistí a případných stávajících zubních náhrad a poté plánují operaci v CAD/CAM softwaru. Stent pak lze vyrobit pomocí stereolitografie po počítačovém naplánování z výpočetní tomografie. Použití tomografie ve složitých případech také pomáhá chirurgovi identifikovat a vyhnout se životně důležitým strukturám, jako je dolní alveolární nerv a sinus.:s.1199

#### Bisfosfonáty
Používání přípravků na stavbu kostí, jako jsou bisfosfonáty a anti-RANKL léky, vyžaduje u implantátů zvláštní pozornost, protože jsou spojovány s onemocněním zvaným Léková osteonekróza čelisti (MRONJ). Tyto léky mění kostní obrat, což se považuje za riziko odumírání kosti u osob, které podstoupí menší chirurgický zákrok v dutině ústní. Při běžných dávkách (například těch, které se používají k běžné léčbě osteoporózy) přetrvávají účinky léků měsíce nebo roky, ale riziko se zdá být velmi nízké. Kvůli této dvojkolejnosti panuje v komunitě zubních lékařů nejistota ohledně toho, jak nejlépe zvládnout riziko MRONJ při zavádění implantátů. Ve stanovisku Americké asociace ústních a čelistních chirurgů z roku 2009 se hovoří o tom, že riziko MRONJ při perorální léčbě nízkými dávkami (nebo injekcemi s pomalým uvolňováním) se pohybuje mezi 0,01 a 0,06 % při jakémkoli zákroku prováděném na čelistech (implantát, extrakce atd.). Riziko je vyšší u intravenózní terapie, zákroků na dolní čelisti, u osob s jinými zdravotními problémy, u osob užívajících steroidy, u osob užívajících silnější bisfosfonáty a u osob, které lék užívají déle než tři roky. V pozičním dokumentu se nedoporučuje zavádět implantáty u osob, které užívají vysoké dávky nebo vysokou frekvenci intravenózní léčby při léčbě rakoviny. Jinak lze implantáty obecně umístit a zdá se, že používání bisfosfonátů nemá vliv na přežití implantátů.

### Hlavní chirurgické postupy

#### Zavedení implantátu
Většina implantátových systémů má pět základních kroků pro zavádění každého implantátu::s.214–221
1. Odsazení měkkých tkání: Nad hřebenem kosti se provede řez, kterým se silnější přiléhající dáseň rozdělí zhruba na polovinu, takže konečný implantát bude mít kolem sebe silný pás tkáně. Okraje tkáně, z nichž každý se označuje jako lalok, se odsunou, aby se odkryla kost. Zákrok bez laloku je alternativní technika, při níž se pro umístění implantátu místo zvedání laloků odstraní malý úlomek tkáně (o průměru implantátu).
2. Vrtání při vysoké rychlosti: Po odsazení měkké tkáně a s použitím chirurgického vodítka nebo stentu se podle potřeby umístí pilotní otvory, a to přesnými vrtáky s vysoce regulovanou rychlostí, aby se zabránilo spálení nebo tlakové nekróze kosti.
3. Vrtání při nízké rychlosti: Pilotní otvor se rozšiřuje pomocí postupně se rozšiřujících vrtáků (obvykle tři až sedm po sobě jdoucích vrtacích kroků v závislosti na šířce a délce implantátu). Dbá se na to, aby nedošlo k poškození osteoblastu nebo kostních buněk přehřátím. Chladicí fyziologický roztok nebo vodní sprej udržuje nízkou teplotu.
4. Umístění implantátu: Šroub implantátu je zaveden, může  být buď samořezný,[29]:s.100–102 nebo se analogicky naklepe do připraveného místa . Poté se zašroubuje na místo  momentovým klíčem[32] s přesným krouticím momentem, aby nedošlo k přetížení okolní kosti (přetížená kost může odumřít, což je stav zvaný osteonekróza, který může vést k tomu, že se implantát nedokáže plně integrovat nebo spojit s čelistní kostí).
5. Adaptace tkáně: Dásně se přizpůsobí kolem celého implantátu a vytvoří silný pás zdravé tkáně kolem "hojícího se pillíře. Naproti tomu může být implantát pohřben, kdy je horní část implantátu uzavřena krycím šroubem a tkáň je uzavřena tak, aby jej zcela zakryla. K pozdějšímu odkrytí implantátu je pak nutný druhý zákrok.

#### Nasazení implantátů po vytržení zubů
Existují různé přístupy k umístění zubních implantátů po vytržení zubu. Přístupy jsou následující:
1. Okamžité umístění implantátu po vytržení.
2. Odložené okamžité umístění implantátu po vytržení (dva týdny až tři měsíce po vytržení).
3. Pozdější implantace (tři měsíce a více od vytržení).

Stále častější strategie pro zachování kosti a zkrácení doby léčby zahrnuje umístění zubního implantátu do místa nedávného vytržení. Na jedné straně se tím zkracuje doba léčby a může se zlepšit estetika, protože je zachován obal měkkých tkání. Na druhou stranu mohou mít implantáty o něco vyšší míru počátečního selhání. Závěry na toto téma je však obtížné vyvodit, protože jen málo studií vědecky důsledně srovnávalo okamžité a odložené implantáty.

#### Jednofázová versus dvoufázová operace
Po zavedení implantátu se vnitřní komponenty zakryjí buď hojivým abutmentem, nebo krycím šroubem. Hojivý abutment prochází sliznicí a okolní sliznice se kolem něj upraví. Krycí šroub je v jedné rovině s povrchem zubního implantátu a je navržen tak, aby byl zcela překryt sliznicí. Po období integrace je nutný druhý chirurgický zákrok, při kterém se sliznice odrazí a umístí se hojivý abutment.:s.190-1
V počátečních fázích vývoje implantátů (1970-1990) používaly systémy implantátů dvoustupňový přístup v domnění, že zvyšuje šance na počáteční přežití implantátu. Pozdější výzkumy naznačují, že mezi jednostupňovou a dvoustupňovou operací nebyl žádný rozdíl v přežití implantátů, a volba, zda implantát v první fázi operace "pohřbít", se stala záležitostí managementu měkkých tkání (dáseň)
Při nedostatku nebo poškození tkáně v důsledku ztráty zubů se implantáty umístí a nechají se oseointegrovat, poté se dáseň chirurgicky přesune kolem hojících se abutmentů. Nevýhodou dvoufázové techniky je nutnost dalších chirurgických zákroků a ohrožení prokrvení tkáně v důsledku opakovaných operací.:s.9-12 Volba mezi jednou nebo dvěma fázemi se nyní soustředí na to, jak nejlépe rekonstruovat měkké tkáně v okolí ztracených zubů.

### Další chirurgické postupy
Aby se implantát oseointegroval, musí být obklopen zdravým množstvím kosti. Aby implantát dlouhodobě přežil, musí mít kolem sebe silný obal ze zdravých měkkých tkání (dásně). Běžně se stává, že buď kost, nebo měkké tkáně jsou natolik nedostatečné, že je chirurg musí rekonstruovat buď před zavedením implantátu, nebo během něj.:s.1084

#### Rekonstrukce tvrdých tkání (kosti)
Kostní štěp je nutný při nedostatku kosti. Také pomáhá stabilizovat implantát tím, že zvyšuje jeho přežití a snižuje okrajový úbytek úrovně kosti. I když stále existují nové typy implantátů, například krátké implantáty, a techniky umožňující kompromis, obecným cílem léčby je minimální výška kosti 10 mm a šířka 6 mm. Případně jsou defekty kosti odstupňovány od A do D (A=10+ mm kosti, B=7–9 mm, C=4–6 mm a D=0–3 mm), přičemž pravděpodobnost oseointegrace implantátu souvisí se třídou kosti.:s.250
K dosažení odpovídající šířky a výšky kosti byly vyvinuty různé techniky kostních štěpů. Nejčastěji se používá tzv. metoda řízené augmentace kostním štěpem, kdy se defekt vyplní buď přirozenou (odebranou nebo autotransplantovanou) kostí, nebo alotransplantátem (kost dárce nebo syntetická kostní náhrada), překryje se polopropustnou membránou a nechá se zahojit. Během fáze hojení přirozená kost nahradí štěp a vytvoří nový kostní základ pro implantát.:s.223
Tři běžné postupy jsou::s.236.
1. Sinus lift
2. Laterální alveolární augmentace (zvětšení šířky místa)
3. Vertikální alveolární augmentace (zvětšení výšky místa)

Pro větší kostní defekty existují i další, invazivnější postupy, včetně mobilizace dolního alveolárního nervu, aby bylo možné umístit fixaci, onlay kostního štěpu s použitím hřebene z kyčelní kosti nebo jiné velké kosti a mikrovaskulárního kostního štěpu, kdy je krevní zásobení kosti transplantováno se zdrojovou kostí a připojena k místnímu krevnímu zásobení.:s.5–6 Konečné rozhodnutí o tom, která technika kostního štěpu je nejvhodnější, vychází z posouzení míry vertikální a horizontální ztráty kosti, která existuje, přičemž každá z těchto technik se dělí na mírnou (ztráta 2–3 mm), středně závažnou (ztráta 4–6 mm) nebo závažnou (ztráta větší než 6 mm).:s.17 Ve vybraných případech lze pro vertikální/horizontální augmentaci dásňového hřebene použít ortodontickou extruzi nebo ortodontické vytvoření místa pro implantát.

#### Rekonstrukce měkkých tkání (dásní)
Dásně obklopující zub mají 2–3 mm dlouhý pruh světle růžové, velmi silně připojené sliznice, a pak tmavší, větší oblast nepřipojené sliznice, která se ohýbá do tváře. Při náhradě zubu implantátem je pruh silné, připojené dásně nutný, aby byl implantát dlouhodobě zdravý. To je u implantátů obzvláště důležité, protože zásobení krví je v dásni obklopující implantát nejistější a teoreticky je náchylnější k poranění kvůli delšímu přilnutí k implantátu než u zubu (delší biologická šířka).:s.629-633.
Pokud chybí adekvátní pruh připojené tkáně, lze jej obnovit pomocí štěpu měkké tkáně. K transplantaci měkkých tkání lze použít čtyři metody. Váleček tkáně přiléhající k implantátu (označovaný jako patrový váleček) lze přesunout směrem ke rtu (bukálně), lze transplantovat dáseň z patra, lze transplantovat hlubší pojivovou tkáň z patra, popř, pokud je zapotřebí větší kus tkáně, lze do dané oblasti přiložit prst tkáně založený na cévě v patře (tzv. vaskularizovaný interpoziční lalok periostální pojivové tkáně (VIP-CT)).:s.113–188
Aby implantát vypadal esteticky, je navíc zapotřebí, aby prostor po obou stranách implantátu vyplnil pruh plné, kypré dásně. Nejčastější komplikací měkkých tkání je tzv. černý trojúhelník, kdy se trojúhelníkový kousek tkáně mezi dvěma zuby ( papila) smrští. Mezi implantátem a sousedními zuby tak vznikne trojúhelníková mezera. Zubní lékaři mohou očekávat pouze 2–4 mm výšky papily nad podkladovou kostí. Pokud je vzdálenost mezi místem, kde se zuby dotýkají, a kostí větší, lze očekávat černý trojúhelník.:s.81-84

## Zotavení

Kroky prováděné k zajištění zubní korunky na implantátu včetně umístění abutmentu a korunky

Protetická fáze začíná, jakmile je implantát dobře integrován (nebo je dostatečná jistota, že se integruje) a je umístěn abutment, který jej přenáší přes sliznici. I v případě časného zatížení (méně než 3 měsíce) mnoho lékařů umístí dočasné zuby, dokud není potvrzena oseointegrace (vhojení do kosti). Protetická fáze obnovy implantátu vyžaduje stejné množství technických znalostí jako chirurgická, a to z důvodu biomechanických úvah, zejména pokud má být obnoveno více zubů. Zubní lékař bude pracovat na obnovení vertikálního rozměru okluze, estetiky úsměvu a strukturální integrity zubů, aby se rovnoměrně rozložily síly implantátů.:s.241–251

### Doba hojení
Existují různé termíny pro připevnění zubů na implantáty, které se dělí na:
1. Okamžité zavedení.
2. Časné zavedení (jeden týden až dvanáct týdnů).
3. Odložené zavedení (déle než tři měsíce).

Aby se implantát stal trvale stabilním, musí tělo prorůst kostí k povrchu implantátu (oseointegrace). Na základě tohoto biologického procesu se předpokládalo, že zatěžování implantátu v období oseointegrace povede k pohybu, který zabrání oseointegraci, a tím zvýší míru selhání implantátu. V důsledku toho se před nasazením zubů na implantáty (jejich obnovením) připouštěla tří až šestiměsíční doba integrace (v závislosti na různých faktorech). Pozdější výzkumy však naznačují, že důležitějším faktorem určujícím úspěšnost integrace implantátu je počáteční stabilita implantátu v kosti než určitá doba hojení. V důsledku toho se doba určená k vhojení obvykle odvíjí spíše od hustoty kosti, do níž je implantát umístěn, a od počtu implantátů, které jsou společně dlahovány, než od jednotné doby. Pokud implantáty vydrží vysoký krouticí moment (35 Ncm) a jsou spojeny dlahami s jinými implantáty, nejsou mezi implantáty zatíženými okamžitě, po třech měsících nebo po šesti měsících žádné významné rozdíly v dlouhodobém přežívání nebo úbytku kosti. Z toho vyplývá, že jednotlivé implantáty, a to i v pevné kosti, vyžadují období bez zátěže, aby se minimalizovalo riziko počátečního selhání.

### Samostatné zuby, můstky a fixní zubní náhrady
Pilíř se vybírá v závislosti na použití. V mnoha variantách pro jednotlivé korunky a fixní částečné náhrady (můstky) se používají vlastní abutmenty. Zhotoví se otisk horní části implantátu s přilehlými zuby a dásní. Zubní laboratoř pak současně vyrobí abutment a korunku. Abutment se nasadí na implantát, abutmentem prochází šroub, který jej upevňuje k vnitřnímu závitu na implantátu. Existují různé varianty tohoto postupu, například když abutment a tělo implantátu tvoří jeden kus nebo když se použije "stock" (prefabrikovaný) abutment. Vlastní abutmenty mohou být vyrobeny ručně, jako odlitek z kovu nebo vyfrézovány na zakázku z kovu nebo zirkonu, přičemž všechny mají podobnou úspěšnost.:s.1233
Ploška mezi implantátem a abutmentem může být plochá (buttress) nebo kónicky uložená. U abutmentů s kónickým uložením se límec abutmentu nachází uvnitř implantátu, což umožňuje pevnější spojení mezi implantátem a abutmentem a lepší utěsnění proti bakteriím do těla implantátu. Pro zlepšení těsnění dásně kolem límce abutmentu se používá zúžený límec abutmentu, označovaný jako přepínání platformy. Kombinace kónického uložení a přepínání plošek poskytuje nepatrně lepší dlouhodobé podmínky pro parodont ve srovnání s abutmenty s plochým vrcholem.
Bez ohledu na materiál abutmentu nebo techniku se poté pořídí otisk abutmentu a korunka se k abutmentu připevní zubním cementem. Další variantou vzoru abutment/korunka je situace, kdy korunka a abutment tvoří jeden celek a šroub se závitem prochází oběma a zajišťuje tak celistvou konstrukci k vnitřnímu závitu na implantátu. Nezdá se, že by z hlediska úspěšnosti byla cementová protéza výhodnější než šroubová, ačkoli se má za to, že druhá z nich se snadněji udržuje (a vyměňuje, když se protéza zlomí), a první nabízí vysoké estetické parametry.:s.1233

### Protetické postupy u snímatelných zubních náhrad
Při nošení snímatelné zubní náhrady mohou být fixátory, které drží zubní náhradu na místě, vyrobeny buď na zakázku, nebo jako "hotové" (skladové) abutmenty. Při použití zakázkových fixátorů se umístí čtyři nebo více implantáty, pořídí se otisk implantátů a v zubní laboratoři se vytvoří zakázková kovová tyč s nástavci, která drží zubní náhradu na místě. Výraznou fixaci lze vytvořit pomocí více nástavců a použitím polopřesných nástavců (například čepu malého průměru, který se protlačí skrz zubní náhradu do tyče), což umožňuje malý nebo žádný pohyb zubní náhrady, která však zůstává snímatelná.:s.33–34 Stejné čtyři implantáty nastavené pod takovým úhlem, aby rozkládaly okluzní síly, však mohou bezpečně udržet fixní zubní náhradu na místě se srovnatelnými náklady a počtem zákroků, což nositeli zubní náhrady poskytne fixní řešení.
Alternativně se k upevnění zubní náhrady používají zásobní abutmenty s použitím samčího adaptéru připevněného k implantátu a samičího adaptéru v zubní náhradě. Dva běžné typy adaptérů jsou držák ve stylu koule a zásuvky a adaptér ve stylu knoflíku. Tyto typy zásobních abutmentů umožňují pohyb zubní náhrady, ale dostatečnou retenci, která ve srovnání s běžnými zubními náhradami zlepšuje kvalitu života nositelů zubních náhrad. Bez ohledu na typ adaptéru bude samičí část adaptéru, která je umístěna v zubní náhradě, vyžadovat pravidelnou výměnu, avšak nezdá se, že by počet a typ adaptéru ovlivňoval spokojenost pacientů s protézou u různých snímatelných alternativ.

### Údržba
Po zavedení implantátů je třeba je čistit (podobně jako přirozené zuby) pomocí parodontálního skaleru, aby se odstranil veškerý zubní plak. Vzhledem k omezenějšímu prokrvení dásní je třeba dbát na používání dentální nitě. Implantáty ztrácejí kost podobnou rychlostí jako přirozené zuby v ústech (např. pokud někdo trpí parodontálním onemocněním, může být implantát postižen podobnou poruchou), ale jinak vydrží. U keramiky na korunkách je třeba počítat s tím, že přibližně každých deset let dojde k odbarvení, prasknutí nebo nutnosti opravy, ačkoli životnost zubních korunek se značně liší v závislosti na poloze v ústech, silách působících od protilehlých zubů a materiálu náhrady. Pokud jsou k upevnění kompletní zubní náhrady použity implantáty, je třeba v závislosti na typu upevnění měnit nebo obnovovat spoje každý jeden až dva roky.:s.76 K čištění okolí implantátů může být užitečný také zubní sprcha.
Pro udržování hygieny v okolí implantátů se doporučují stejné druhy technik, které se používají při čištění zubů a které lze provádět ručně nebo profesionálně. Příkladem může být používání měkkých zubních kartáčků nebo mezizubních kartáčků potažených nylonem. Jedním z důsledků při profesionálním ošetření je, že kovové nástroje mohou způsobit poškození kovového povrchu implantátu nebo abutmentu, což může vést k bakteriální kolonizaci. Aby se tomu zabránilo, existují tedy speciálně navržené nástroje vyrobené z tvrdého plastu nebo pryže. Navíc se ukázalo, že vyplachování (dvakrát denně) dezinfekčními ústními vodami je prospěšné. Neexistuje žádný důkaz, že by jeden typ dezinfekčního prostředku byl lepší než druhý.
Periimplantitida je stav, který se může vyskytnout u implantátů v důsledku bakterií, plaku nebo designu a je na vzestupu. Toto onemocnění začíná jako reverzibilní stav nazývaný peri-implantátová mukozitida, ale pokud se neléčí, může přejít v peri-implantitidu, která může vést k selhání implantátu. Lidem se doporučuje, aby se svými zubními lékaři diskutovali o ústní hygieně a údržbě implantátů .
Pokud dojde k peri-implantitidě, existují různé intervence, jako je mechanické odstranění, antimikrobiální irigace a antibiotika. Možný je také chirurgický zákrok, jako je odstranění bakterií pomocí otevřeného laloku, posouzení/vyhlazení povrchu implantátu nebo dekontaminace povrchu implantátu. Není dostatek důkazů, abychom věděli, který zákrok je v případě periimplantitidy nejlepší.

## Rizika a komplikace

### Během operace
Zavedení zubních implantátů je chirurgický zákrok a nese s sebou běžná chirurgická rizika včetně infekce, nadměrného krvácení a nekrózy laloku tkáně kolem implantátu. Při vytváření osteotomie nebo zavádění implantátu může dojít k poranění blízkých anatomických struktur, jako je dolní alveolární nerv, čelistní dutina a krevní cévy. I když je sliznice čelistní dutiny perforována implantátem, dlouhodobá sinusitida je vzácná. Pokud se nepodaří umístit implantát do kosti, aby byla zajištěna stabilita implantátu (označovaná jako primární stabilita implantátu), zvyšuje riziko selhání oseointegrace.:s.68

### Prvních šest měsíců

#### Primární stabilita implantátu
Primární stabilita implantátu se vztahuje ke stabilitě zubního implantátu bezprostředně po implantaci. Stabilita titanového šroubového implantátu v kostní tkáni pacienta po operaci lze neinvazivně posoudit pomocí rezonanční frekvenční analýzy. Dostatečná počáteční stabilita může umožnit okamžité zatížení protetickou rekonstrukcí, ačkoli časné zatížení představuje vyšší riziko selhání implantátu než běžné zatížení.
Význam primární stability implantátu se postupně snižuje s dorůstáním kostní tkáně kolem implantátu v prvních týdnech po operaci, což vede k sekundární stabilitě. Sekundární stabilita se liší od počáteční stabilizace, protože je výsledkem probíhajícího procesu vrůstání kostní tkáně do implantátu (oseointegrace). Po dokončení tohoto procesu hojení se z počáteční mechanické stability stává stabilita biologická. Primární stabilita je pro úspěch implantace rozhodující do doby, než dorůstání kosti maximalizuje mechanickou a biologickou podporu implantátu. K opětovnému růstu kosti obvykle dochází během 3 až 4 týdnů po implantaci. Nedostatečná primární stabilita nebo vysoká počáteční pohyblivost implantátu může vést k jeho selhání.

#### Bezprostřední pooperační rizika
1. Infekce (předoperační antibiotika snižují riziko selhání implantátu o 33 %, ale neovlivňují riziko infekce).[55]
2. Nadměrné krvácení[25]:s.68.
3. Rozpad laloku (méně než 5 %)[25]:s.68

#### Nedostatečná integrace
Implantát se testuje mezi 8. a 24. týdnem, aby se zjistilo, zda je integrovaný. Kritéria používaná k určení úspěšnosti implantátu se značně liší, nejčastěji uváděná kritéria na úrovni implantátu jsou absence bolesti, pohyblivosti, infekce, krvácení z dásní, radiografické lucentace nebo úbytek periimplantátové kosti větší než 1,5 mm.
Úspěch dentálních implantátů souvisí s dovednostmi operatéra, kvalitou a množstvím dostupné kosti v místě implantátu a ústní hygienou pacienta, ale nejdůležitějším faktorem je primární stabilita implantátu. Ačkoli existuje značná variabilita v míře, v níž se implantáty nezapojí (v důsledku individuálních rizikových faktorů), přibližné hodnoty jsou 1 až 6 procent.:s.68
Selhání integrace je vzácné, zejména pokud pacient důsledně dodržuje pokyny zubního lékaře nebo ústního chirurga. Implantáty s okamžitým zatížením mohou mít vyšší míru selhání, což je potenciálně způsobeno tím, že jsou zatíženy bezprostředně po úrazu nebo extrakci, ale rozdíl při správné péči a údržbě je u tohoto typu zákroku v rámci statistické odchylky. Častěji dochází k selhání oseointegrace, pokud je pacient buď příliš nezdravý na to, aby implantát přijal, nebo se chová způsobem, který kontraindikuje řádnou dentální hygienu, včetně kouření nebo užívání drog.

### Dlouhodobý účinek
Dlouhodobé komplikace, které jsou důsledkem obnovy zubů pomocí implantátů, přímo souvisejí s rizikovými faktory pacienta a technologie. Existují rizika spojená se vzhledem, včetně vysoké linie úsměvu, špatné kvality dásní a chybějících papil, obtížného přizpůsobení tvaru přirozených zubů, které mohou mít nestejné styčné body nebo neobvyklé tvary, chybějící, atrofované nebo jinak nevhodně tvarované kosti, nereálných očekávání pacienta nebo špatné ústní hygieny. Rizika mohou souviset s biomechanickými faktory, kdy geometrie implantátů nepodporuje zuby stejným způsobem jako přirozené zuby, například při konzolových rozšířeních, menším počtu implantátů než kořenů nebo při zubech, které jsou delší než implantáty, které je podporují (špatný poměr korunka ke kořeni). Podobně zvyšuje biomechanické riziko skřípání zubů, nedostatek kosti nebo implantáty s malým průměrem. :s.27-51 V neposlední řadě existují technologická rizika, kdy samotné implantáty mohou selhat v důsledku zlomeniny nebo ztráty retence zubů, které mají podpírat.:s.27-51
Od těchto teoretických rizik odvozujte komplikace v reálném světě. Dlouhodobá selhání jsou způsobena buď ztrátou kosti kolem zubu a/nebo dásně v důsledku periimplantitidy, nebo mechanickým selháním implantátu. Protože na implantátu není zubní sklovina, nedochází k jeho selhání v důsledku zubních kazů jako u přirozených zubů. Přestože rozsáhlých dlouhodobých studií není mnoho, několik systematických přehledů odhaduje dlouhodobou (pětiletou až desetiletou) životnost zubních implantátů na 93–98 % v závislosti na jejich klinickém použití. Během počátečního vývoje zubních implantátů byly všechny korunky připevněny k zubům pomocí šroubů, ale novější pokroky umožnily umístění korunek na opěrky pomocí dentálního cementu (podobně jako při nasazování korunky na zub). Tím vznikla možnost, že cement, který unikne zpod korunky při cementaci, se zachytí v dásni a vytvoří periimplantitidu (viz obrázek níže). Ačkoli se tato komplikace může vyskytnout, nezdá se, že by u cementovaných korunek docházelo k dalším periimplantitidám ve srovnání se šroubovanými korunkami celkově.
U složených implantátů (dvoustupňových implantátů) jsou mezi vlastním implantátem a nadstavbou (abutmentem) mezery a dutiny, do kterých mohou pronikat bakterie z dutiny ústní. Později se tyto bakterie vrátí do přilehlých tkání a mohou způsobit periimplantitidu.
Kritéria úspěšnosti zubní protézy podporované implantátem se v jednotlivých studiích liší, ale obecně je lze rozdělit na selhání způsobená implantátem, měkkými tkáněmi nebo protetickými komponenty nebo nedostatečnou spokojeností pacienta. Nejčastěji uváděnými kritérii úspěšnosti jsou funkce po dobu nejméně pěti let při absenci bolesti, pohyblivosti, rentgenové průhlednosti a úbytku periimplantátové kosti většího než 1,5 mm na implantátu, absence hnisání nebo krvácení v měkkých tkáních a výskytu technických komplikací/údržby protézy, přiměřená funkce a estetika protézy. Kromě toho by měl být pacient v ideálním případě bez bolesti, parézy, schopen žvýkat a ochutnávat a měl by být spokojen s estetikou.
Míra výskytu komplikací se liší podle použití implantátu a typu protézy a je uvedena níže:

#### Jednokorunkové implantáty (5 let)
1. Přežití implantátů: 96,8 procenta[60]
2. Přežití korunky: kovokeramika: 95,4 %; celokeramika: 91,2 %; kumulativní míra zlomení keramické nebo akrylové dýhy: 4,5 procenta[60]
3. Periimplantitida: 9,7 procenta[60] až 40 procent[61]
4. Periimplantátová mukozitida: 50 procent[61]
5. Zlomenina implantátu: 0,14 procenta[60]
6. Uvolnění šroubu nebo abutmentu: 12,7 procenta[60]
7. Zlomenina šroubu nebo abutmentu: 0,35 procenta[60]

#### Fixní kompletní zubní náhrady
1. Progresivní vertikální úbytek kosti, ale stále funkční (periimplantitida): 8,5 procenta[3]
2. Selhání po prvním roce: 5 procent po pěti letech, 7 procent po deseti letech [3].
3. Výskyt zlomeniny fazety při: 
Pět let: 13,5[3] až 30,6 procent,[4]
10 let': 51,9 % (32,3 až 75,5 % s intervalem spolehlivosti 95 %)[4]
15 let': 66,6 % (44,3 až 86,4 % s intervalem spolehlivosti 95 %)[4]
4. 10letý výskyt rámcových zlomenin: 6 procent (2,6 až 9,3 procenta s intervalem spolehlivosti při 95 procentech)[4]
5. desetiletý výskyt estetického nedostatku: 6,1 procenta (2,4 až 9,7 procenta s intervalem spolehlivosti 95 procent)[4]
6. uvolnění protetických šroubů: 5 procent za pět let[3] až 15 procent za deset let[4]

Nejčastější komplikací je zlomenina nebo opotřebení zubní konstrukce, zejména po deseti letech, přičemž fixní zubní náhrady vyrobené z kovokeramiky mají výrazně vyšší desetiletou životnost než náhrady vyrobené ze zlata a akrylu.

#### Snímatelné zubní náhrady
1. Uvolnění retence snímatelné zubní náhrady: 33 procent[62]
2. Zubní náhrady, které je třeba převazovat nebo u kterých došlo k fraktuře retenčního klipu : 16 až 19 procent[62]

## Dějiny

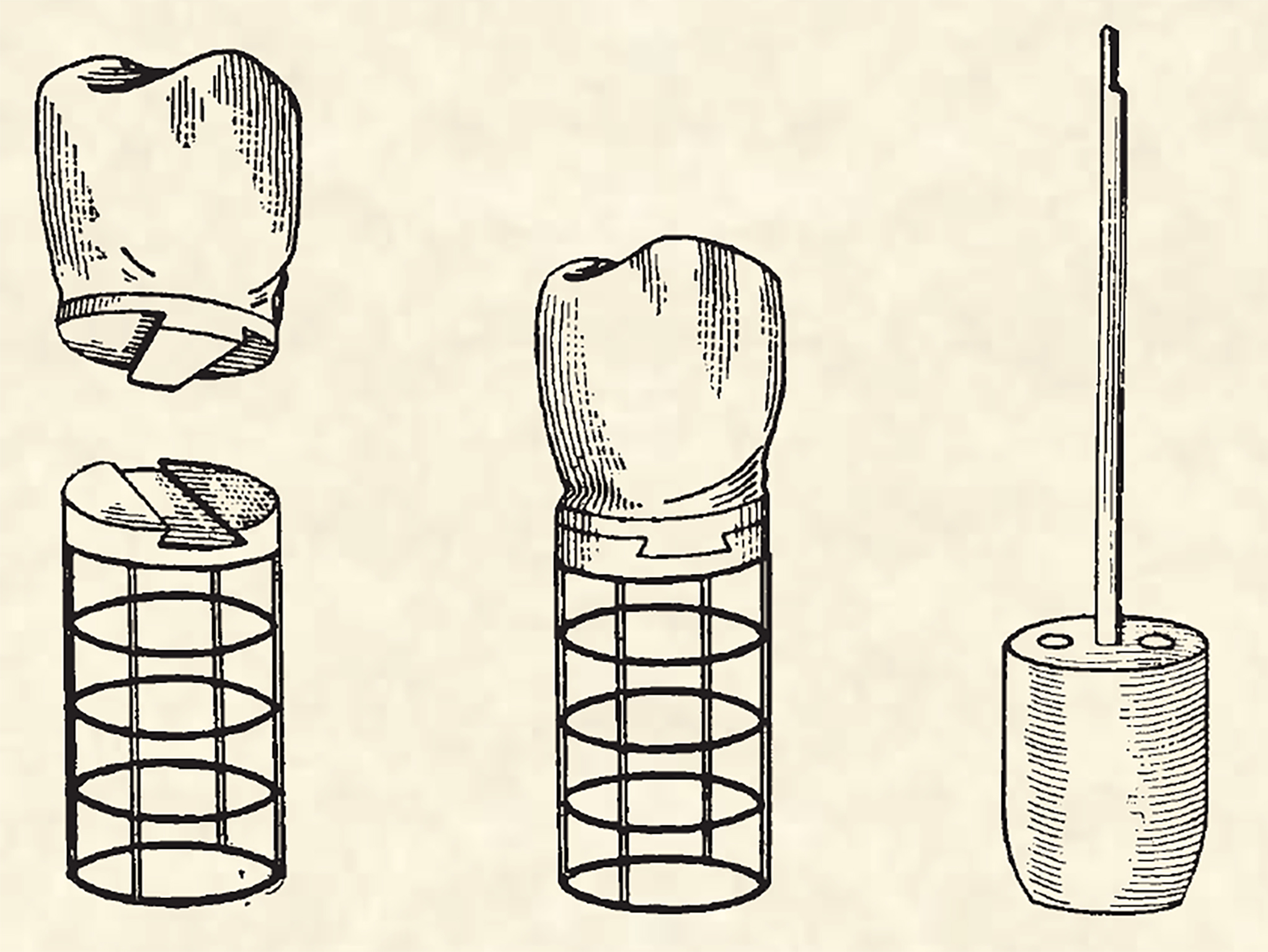
Greenfieldův koš: jedním z prvních příkladů úspěšného endosézního implantátu byl Greenfieldův implantační systém z roku 1913

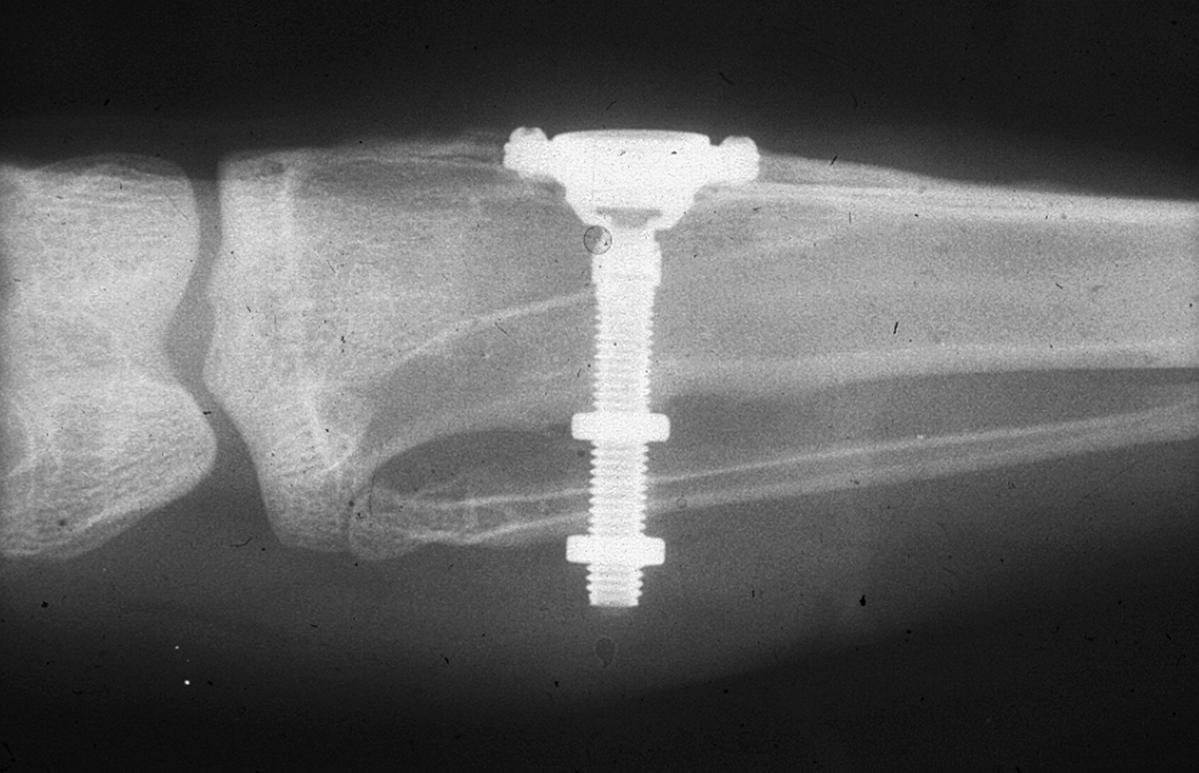
Při studiu kostních buněk v králičí tibii pomocí titanové komory ji Branemark nedokázal z kosti odstranit. Jeho poznání, že kost přilne k titanu, vedlo ke konceptu oseointegrace a vývoji moderních zubních implantátů. Je zobrazen originální rentgenový film komory vložené do králičí holenní kosti (poskytl Branemark).

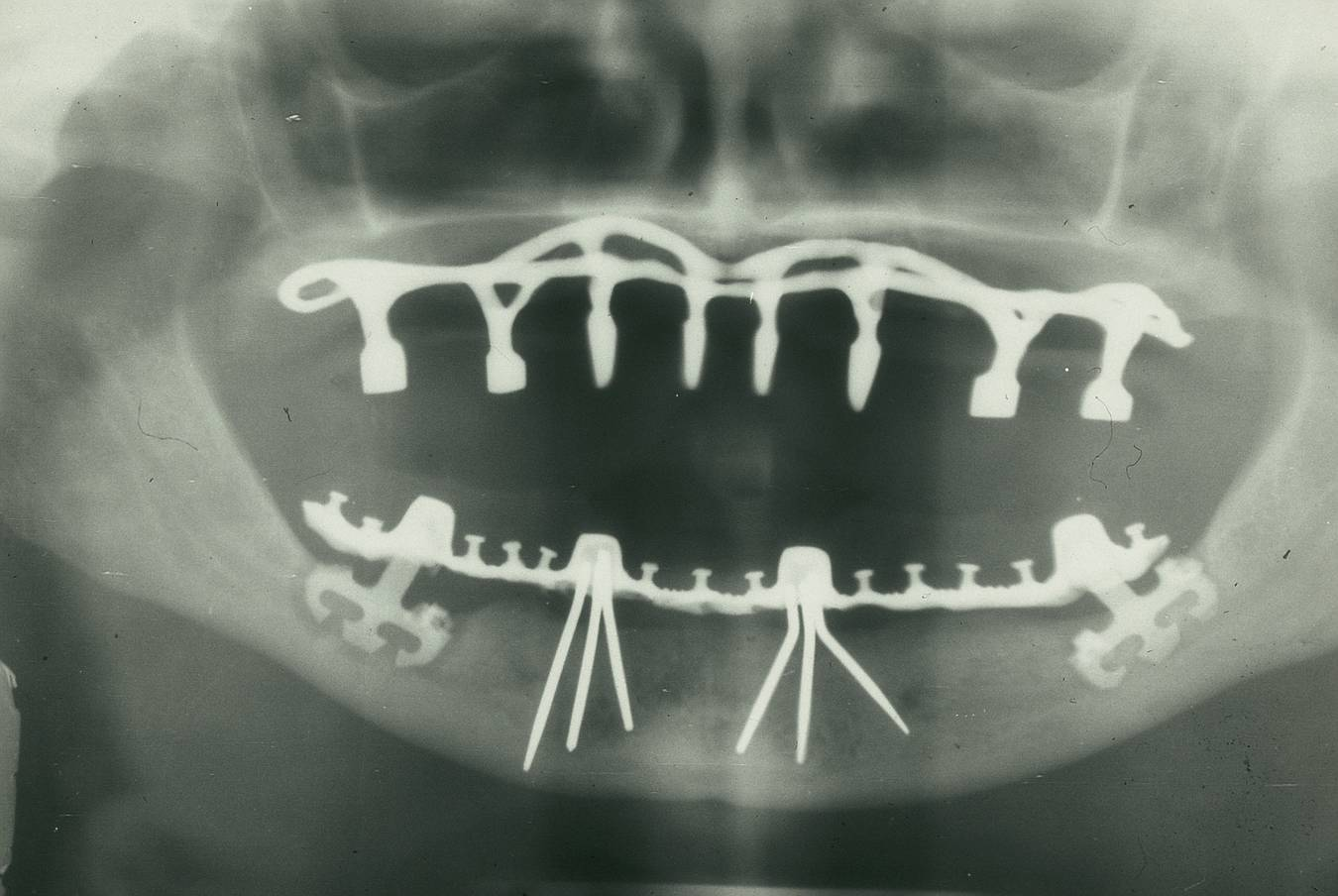
Panoramatický rentgen historických zubních implantátů, pořízený v roce 1978

Existují archeologické důkazy o tom, že se lidé pokoušeli nahradit chybějící zuby pomocí kořenových implantátů již před tisíci lety. Na pozůstatcích ze staré Číny (z doby před 4000 lety) jsou vyřezávané bambusové kolíčky, které se zapichují do kosti a nahrazují ztracené zuby, a na 2000 let starých pozůstatcích ze starého Egypta jsou podobně tvarované kolíčky z drahých kovů. U některých egyptských mumií byly nalezeny transplantované lidské zuby a v jiných případech zuby ze slonoviny.:s.26 Etruskové vyrobili první mezičleny pomocí jednotlivých zlatých pásků již v roce 630 př. n. l. a možná i dříve. Wilson Popenoe se svou ženou v roce 1931 na nalezišti v Hondurasu datovaném do roku 600 n. l. nalezli dolní čelist mladé mayské ženy se třemi chybějícími řezáky nahrazenými kousky mořských mušlí, které byly vytvarovány do podoby zubů. Růst kosti kolem dvou implantátů a tvorba zubního kamene naznačuje, že byly funkční i estetické. Fragment je v současnosti součástí osteologické sbírky Peabodyho muzea archeologie a etnologie na Harvardově univerzitě.
V moderní době byla replika zubního implantátu popsána již v roce 1969, ale polymetakrylátová analogie zubu byla spíše zapouzdřena měkkými tkáněmi než vhojena (oseointegrována).
Na počátku 20. století se objevila řada implantátů vyrobených z různých materiálů. Jedním z prvních úspěšných implantátů byl Greenfieldův implantátový systém z roku 1913 (známý také jako Greenfieldova kolébka nebo košík). Greenfieldův implantát, iridioplatinový implantát připevněný ke zlaté korunce, vykazoval známky osteointegrace a vydržel řadu let. Jako první použili titan jako implantabilní materiál Bothe, Beaton a Davenport v roce 1940, kteří pozorovali, jak těsně kost přirostla k titanovým šroubům a jaké potíže měli s jejich odstraněním. Bothe a spol. byli prvními výzkumníky, kteří popsali to, co se později začalo nazývat oseointegrace (název, který později uvedl na trh Per-Ingvar Brånemark). V roce 1951 Gottlieb Leventhal implantoval titanové tyče králíkům. Pozitivní výsledky Leventhala ho přivedly k přesvědčení, že titan představuje ideální kov pro chirurgii.
V 50. letech 20. století probíhal na univerzitě v Cambridge v Anglii výzkum průtoku krve v živých organismech. Tito pracovníci vymysleli metodu konstrukce titanové komory, která byla následně zabudována do měkké tkáně uší králíků. V roce 1952 se švédský ortoped Per-Ingvar Brånemark zabýval studiem hojení a regenerace kostí. Během svého výzkumu na univerzitě v Lundu převzal "králičí ušní komoru" navrženou v Cambridge pro použití v králičí stehenní kosti. Po ukončení studie se pokusil tyto nákladné komory králíkům odebrat a zjistil, že je není schopen vyjmout. Brånemark vypozoroval, že kost přirostla k titanu tak těsně, že ke kovu účinně přilnula. Brånemark provedl další studie tohoto jevu na zvířatech i lidech, které všechny tuto jedinečnou vlastnost titanu potvrdily. Leonard Linkow v 50. letech 20. století jako jeden z prvních zavedl titanové a jiné kovové implantáty do kostí čelisti. K těmto kouskům kovu pak byly připojeny umělé zuby.  V roce 1965 voperoval Brånemark svůj první titanový zubní implantát lidskému dobrovolníkovi. Začal pracovat v ústech, protože byla přístupnější pro pokračující pozorování a vysoká míra chybějících zubů v běžné populaci nabízela více pokusných osob pro rozsáhlé studie. Klinicky pozorované srůstání kosti s titanem označil jako "oseointegraci".  Od té doby se implantáty vyvinuly do tří základních typů:
1. Kořenové implantáty; nejběžnější typ implantátu určený pro všechna použití. V rámci implantátů kořenového tvaru existuje zhruba 18 variant, všechny jsou vyrobeny z titanu, ale mají různé tvary a povrchovou strukturu. Existují jen omezené důkazy o tom, že implantáty s relativně hladkým povrchem jsou méně náchylné k peri-implantitidě než implantáty s drsnějším povrchem, a žádné důkazy o tom, že by některý konkrétní typ zubního implantátu měl lepší dlouhodobou úspěšnost.[73]
2. Zygomatický implantát; dlouhý implantát, který se může ukotvit do lícní kosti průchodem skrz čelistní dutinu a udržet kompletní horní zubní náhradu při absenci kosti. I když zygomatické implantáty nabízejí nový přístup k závažné ztrátě kosti v horní čelisti, nebylo prokázáno, že by funkčně nabízely nějakou výhodu oproti kostnímu štěpu, i když mohou nabízet méně invazivní možnost v závislosti na velikosti požadované rekonstrukce.[74]
3. Implantáty malého průměru jsou implantáty malého průměru s jednodílnou konstrukcí (implantát a abutment), které se někdy používají pro retenci zubních náhrad nebo ortodontické ukotvení.[15]

### Další čtení
| Publikace v angličtině (rozbalte vpravo) ↓ |
| --- |
| - BRANEMARK, Per-Ingvar; ZARB, George. Tissue-integrated prostheses (in English). Berlin, German: Quintessence Books, 1989. Dostupné online. ISBN 978-0867151299. - BRANEMARK, Per-Ingvar; WORTHINGTON, Philip. Advanced osseointegration surgery: applications in the maxillofacial region (in english). Carol Stream, Illinois: Quintessence Books, 1992. ISBN 978-0867152425. - LASKIN, Daniel. Decision making in oral and maxillofacial surgery. Chicago, IL: Quintessence Pub. Co., 2007. ISBN 9780867154634. - Lee SL. Applications of orthodontic mini implants. Hanover Park, IL: Quintessence Publishing Co, Inc, 2007. ISBN 9780867154658. S. 1–11. - SCLAR, Anthony. Soft tissue and esthetic considerations in implant dentistry (in english). Carol Stream, IL: Quintessence Books, 2003. ISBN 978-0867153545. - BUSER, Daniel; SCHENK, Robert K. Guided bone regeneration in implant dentistry (in english). Hong Kong: Quintessence Books, 1994. ISBN 978-0867152494. - PALLACI, Patrick. Optimal implant positioning and soft tissue management for the Branemark system (in english). Germany: Quintessence Books, 1995. ISBN 978-0867153088. - RENOUARD, Frank. Risk Factors in Implant Dentistry: Simplified Clinical Analysis for Predictable Treatment. Paris, France: Quintessence International, 1999. ISBN 978-0867153552. - Clinical Periodontology and Implant Dentistry 5th edition (in English). Redakce Lindhe J, Lang NP, Karring T. Oxford, UK: Blackwell Munksgaard, 2008. ISBN 9781405160995. - Carranza's Clinical Periodontology (in English). Redakce Newman M, Takei H, Klokkevold P. St. Louis, Missouri: Elsevier Saunders, 2012. ISBN 9781437704167. |